# Вулиця Котляревського (Житомир)
Вулиця Котляревського — вулиця у Богунському районі міста Житомира. Названа в честь українського письменника, основоположника нової української літератури — Котляревського Івана Петровича.  

## Розташування
Розташована в північно-західній частині міста. Розпочинається на Рудні кутком поруч з прибудинковою територією багатоквартирного будинку № 16 по 2-му провулку Чехова, розташованого в мікрорайоні "Болото". Закінчується на з'єднанні з Каракульною вулицею.  
Перетинається з Новосінною та Новопівнічною вулицями, Метеорологічним, 2-им Новопівнічним та Червоним провулками. 
Протяжність вулиці становить приблизно 900 м. 
Вулиця є однією з найвужчих у Житомирі. Її ширина (від садиби до садиби) не перевищує 6 м, а місцями становить лише 3,50 м.   
Покриття вулиці переважно ґрунтове.  
Забудова вулиці — житлова садибна. Сформувалася у період від другої половини XIX ст. до середини XX ст. 

## Історія
Історично та географічно вулиця складається з двох відрізків. Перший — до Метеорологічного провулка сформувався лише у 1950-1960-ті роки, внаслідок забудови болотистої місцевості садибами. Інший же відрізок — між провулком Метеорологічним та Червоним — сформований і забудований до 1917 року та являє собою залишок стародавньої дороги на Вільськ, до будівництва у середині XIX ст. Брест-Литовського поштового тракту (у тому числі частини сучасної вулиці Перемоги). Саме з цієї причини, історична назва вулиці — Старопоштовий провулок. Також вказана частина вулиці виконувала функцію дороги з середмістя до хутора Кокоричанка та слободи Каракуліна (Каракулі). На плані 1915 року вулиця підписана як Какариченко.
У 1958 році Старопоштовому провулку, а також новозбудованій частині надано назву вулиця Котляревського. 